# Better Call Saul
Better Call Saul är en amerikansk TV-serie skapad av Vince Gilligan och Peter Gould. Serien utspelar sig i samma miljö och med delvis samma personer som TV-serien Breaking Bad, men i första hand före händelserna i den, men även med scener som utspelar sig efter dessa händelser. Den kretsar kring advokaten Saul Goodman, som förekom från och med säsong två i Breaking Bad. Den redovisar dels i korta glimtar hur Saul Goodman lever under ny identitet efter händelserna i Breaking Bad, och i tillbakablickar ser hur hans liv gestaltade sig från och med omkring sex år före händelserna i Breaking Bad och framåt, som genomgående kronologi, men den innehåller också i sin tur kortare tillbakablickar från hans ungdom och barndom, och tillbakablickar från andra rollfigurers tidigare liv.
Serien sänds på AMC, och avsnitten dyker därefter upp på Netflix. Bob Odenkirk repriserar sin roll som Saul Goodman, eller James McGill som han egentligen hette innan han tog sitt alter ego som Saul.
Seriens namn är samma namn som avsnitt 8 i säsong 2 av Breaking Bad, vilket var avsnittet som Saul Goodman introducerades i. I avsnittet har han en reklam där han uppmanar folk med juridiska problem att ringa honom. Saul Goodman använder frasen ”Better call Saul” som slogan under sin tid i Breaking Bad.

## Förutsättningar
I Breaking Bad visades hur en till synes vanlig kemilärare i Albuquerque blir en ond person, knarkhandlare och mördare, "breaking bad". Han anlitar bland annat en skrupellös brännvinsadvokat som kallar sig Saul Goodman. I Better Call Saul visas Saul Goodmans förändring från energisk och godhjärtad småfifflare och advokat vid namn James McGill till den skrupellöse advokaten i Breaking Bad. Samtidigt följer serien underhuggaren Mike Ehrmantraut, som också har en större roll i Breaking Bad. Även han gör en resa från ångerfull halvt korrupt polis till den kalla fixare och torped han är i serien Breaking Bad.
I TV-serien Breaking Bad gick brännvinsadvokaten Saul Goodman under jorden för att leva under falsk identitet i seriens sista avsnitt. TV-serien Better Call Saul inleds med att visa hans nya liv, som förefaller händelselöst och ensamt. Han går under namnet Gene Takavic och är föreståndare för ett Cinnabon-café, en franchise belägen i ett köpcenter i Omaha i Nebraska. Det var ett yrkesval som Saul Goodman nämner i förbifarten som ett alternativ, för någon som ska gå under jorden, i ett av de sista avsnitten av Breaking Bad. Sedan är serien en enda lång tillbakablick på händelserna före Breaking Bad och flera karaktärer är återkommande, och deras bakgrundshistorier får större utrymme. Trots att Better Call Saul i sig är en tillbakablick tar den avstamp vid en viss tidpunkt som är seriens röda tråd med ytterligare tillbakablickar.
Saul Goodman heter egentligen James McGill och är uppvuxen i Chicagoförorten Cicero. Han har en äldre bror, Charles "Chuck" McGill, som är framgångsrik advokat i Albuquerque i New Mexico. Brodern har drabbats av elöverkänslighet och isolerar sig i sitt hus, och James McGill hjälper honom med mat och förnödenheter. Han tror inte själv på diagnosen, men spelar med för att skydda sin bror. Brodern har byggt upp och är delägare i en framgångsrik advokatfirma, HHM, i Albuquerque och är fortfarande behjälplig i firmans viktigare skeenden. Innan det har James McGill hankat sig fram som bondfångare i hemstaden. För att undvika ett fängelsestraff flyttar han med brodern till Albuquerque och får jobb i advokatfirmans vaktmästeri. Samtidigt tar han juridisk examen från ett internetuniversitet och lyckas få en större grupptalan till advokatfirman. Trots det skär det sig mellan James McGills personlighet, brodern och de finare advokatkontoren. James McGill startar eget, där han kan blomma ut som mer färgstark skadeståndsadvokat men han inleder med att specialisera sig på äldres behov, som testamenten. Han tar fortsatt hand om brodern och gör TV-reklam för sin verksamhet. Det är i rollen som reklamfilmare han tar identiteten Saul Goodman, men han har använt det tidigare när han var bedragare i Cicero. Namnet är en ordlek på "It is all good, man", som slarvigt kan uttalas " 's all good, man" och ungefär betyder "det är lugnt, grabben".
I postavdelningen på advokatkontoret HHM lär han känna Kim Wexler som spelas av Rhea Seehorn. Hon jobbar extra där samtidigt som hon studerar till advokat med stöd från advokatkontoret. De är ett par när serien börjar, och hon har en egen karriär och ibland korsas deras vägar även professionellt. Även Kim Wexler bryter med advokatfirman HHM, och bygger upp en ilska mot deras företrädare.  I början av serien framstår hon som en stabil och ordnad advokat som är James McGills motsats, men som ser hans inneboende godhhet. Men, tillsammans gör de ibland bondfångeritrick på barer tillsammans, men även för att nå framgångar för sina klienter. Efter att ha arbetat med bank- och affärsjuridik försöker hon tjänstgöra med gratis rådgivning i domstolen, samtidigt som en mörkare sida växer fram som drabbar en bufflig klient och HHM.
Mike Ehrmantraut och James McGills vägar korsas av en tillfällighet. Mike Ehrmantraut hade också en central roll i föregångaren Breaking Bad som en av knarkligornas, Gus Fringes liga,  hårdföra men ändå rättvisa torped, livvakt och fixare. Hans resa från duglig, men lojal polis, till medarbetare i knarkligan framställs i serien. I Philadelphia arbetade han i ett korrumperat polisdistrikt och accepterade själv mindre mutor eller såg mellan fingrarna. Hans son blir också polis i samma område, men vägrar ta mutor och dödas vid ett tillslag. Mike Ehrmantraut förstår att det är sonens kollegor som ordnat ett bakhåll, och han hämnas genom att ta livet av dem. Därefter beger han sig till Albuquerque, dit sonhustrun flyttat med Mikes sondotter. Han flyttar dit för att hjälpa och skydda den lilla familjen. För att tjäna extra pengar tar han skumma arbeten som beskyddare och livvakt, och han stjäl pengar från en mexikansk knarkkartell. Samtidigt möts han av respekt för sin självuppoffrande och hårdföra tjuvhederlighet i den undre världen.
Första gången huvudpersonerna i Breaking Bad, Jesse Pinkman och Walter White, träffar Saul Goodman försöker de skrämma honom att hjälpa en av deras knarkkurirer. De kidnappar honom och kastar ut honom bunden vid en grop i öknen. Saul Goodman frågar vettskrämt om det är "Lalo" som skickat dom, och att allt var "Ignacios" fel. När han förstår att det är några andra blir han lugnare. I Better call Saul visar det sig att han menar Ignacio Varga, även kallad Nacho, en av medlemmarna i lokalavdelningen för en sydamerikansk drogkartell, som i Albuqurqe företräds av familjen Salamanca, och att Lalo Salamanca är en av kusinerna i familjen. Familjen, och deras antagonist Gus Fring, är genomgående synliga i Breaking Bad som distributörer och arbetsgivare till Jesse Pinkman och Walter White. Även Nacho gör en resa i Better call Saul, som en torped som blir mer och mer insyltad i kartellen, samtidigt som han alltmer vill lämna det livet och återupprätta relationen med sin hederlige far.

## Huvudkaraktärernas tillkomst
Advokaten Saul Goodman skrevs in i andra säsongen av Breaking Bad, Bob Odenkirk fick veta av sin agent att han var påtänkt för rollen och rekommenderades att försöka få den. Karaktären var tänkt för fyra avsnitt, men Bob Odenkirk var uppbokad för att spela in How I Met Your Mother, och kunde bara göra de tre första. I det fjärde avsnittet skulle Saul Goodman hjälpa Jesse Pinkman dölja spåren av brottslighet efter att hans flickvän dött av en överdos i Jesse Pinkmans lägenhet. Istället skapades karaktären Mike Ehrmantraut, spelad av Jonathan Banks, som rensade lägenheten från alltför komprometterande material och instruerade Jesse Pinkman vad han skulle säga till polisen.
Både Saul Goodman och Mike Ehrmantraut var sedan återkommande karaktärer i Breaking Bad, och de är huvudkaraktärer i Better call Saul. Familjen Salamancas underhuggare Ignacio Vargas är en tredje huvudperson i serien, och han nämns förbifarten av Saul Goodman i Breaking Bad, när han tror sig vara hotad av Salamancas och svär på sin oskuld men att det var Ignacio som är den skyldige. I teveserien har Saul Goodman en bror och en flickvän, som han sedan gifter sig med, Charles McGill respektive Kim Wexler. Ingen av de båda nämns i Breaking Bad, men är centrala rollfigurer i Better call Saul.

## Rollista

### Huvudkaraktärer
- Bob Odenkirk – James Morgan "Jimmy" McGill / Saul Goodman
- Jonathan Banks – Michael "Mike" Ehrmantraut
- Rhea Seehorn – Kim Wexler
- Patrick Fabian – Howard Hamlin
- Michael Mando – Ignacio "Nacho" Varga
- Michael McKean – Charles "Chuck" McGill
- Giancarlo Esposito – Gustavo "Gus" Fring
- Tony Dalton – Eduardo "Lalo" Salamanca

### Återkommande karaktärer

#### Introducerad i säsong 1
- Kerry Condon – Stacey Ehrmantraut, Mike Ehrmantrauts sonhustru
- Faith Healey (säsong 1), Abigail Zoe Lewis (säsong 2-4) och Juliet Donenfeld (säsong 5) – Kaylee Ehrmantraut, Mike Ehrmantrauts dotterson
- Dennis Boutsikaris – Rick Schweikart, chef på större advokatbyrå
- Josh Fadem – Camera Guy
- Julian Bonfiglio – Sound Guy
- Brandon K. Hampton – Ernesto
- Eileen Fogarty – Mrs. Nguyen
- Peter Diseth – DDA Oakley
- Joe DeRosa – Dr. Caldera
- Julie Ann Emery – Betsy Kettleman
- Jeremy Shamos – Craig Kettleman
- Jean Effron – Irene Landry
- Mark Proksch – Daniel "Pryce" Wormald
- Raymond Cruz – Tuco Salamanca
- Mel Rodriguez – Marco Pasternak
- Clea DuVall – Dr. Lara Cruz
- Barry Shabaka Henley – Detective Sanders
- Daniel Spenser Levine – Cal Lindholm
- Steven Levine – Lars Lindholm
- Miriam Colon – Abuelita
- Steven Ogg – Sobchak
- Jesus Payan Jr. – Gonzo
- Cesar Garcia – No-Doze

#### Introducerad i säsong 2
- Mark Margolis – Hector "Tio" Salamanca
- Cara Pifko – Paige Novick
- Rex Linn – Kevin Wachtell
- Vincent Fuentes – Arturo Colon
- Juan Carlos Cantu – Manuel Varga
- Hayley Holmes – Make-Up Girl
- Jessie Ennis – Erin Brill
- Omar Maskati – Omar
- Ed Begley Jr. – Clifford Main
- Max Arciniega – Domingo "Krazy-8" Molina
- Daniel och Luis Moncada – Leonel och Marco Salamanca
- Ann Cusack – Rebecca Bois
- Debrianna Mansini – Fran
- Manuel Uriza – Ximenez Lecerda
- Jim Beaver – Lawson
- Kyle Bornheimer – Ken Wins
- Stoney Westmoreland – Officer Saxton
- Jennifer Hasty – Stephanie Doswell

#### Introducerad i säsong 3
- Jeremiah Bitsui – Victor
- Ray Campbell – Tyrus Kitt
- Tina Parker – Francesca Liddy
- Javier Grajeda – Juan Bolsa
- Lavell Crawford – Huell Babineaux
- Laura Fraser – Lydia Rodarte-Quayle
- Tamara Tunie – Anita
- J.B. Blanc – Dr. Barry Goodman
- Kimberly Hebert Gregory – Kyra Hay
- Bonnie Bartlett – Helen
- Steven Bauer – Don Eladio

#### Introducerad i säsong 4
- Eric Steinig – Nick
- Rainer Bock – Werner Ziegler
- Ben Bela Böhm – Kai
- Stefan Kapičić – Casper
- Poorna Jagannathan – Dr. Maureen Bruckner
- Franc Ross – Ira
- David Costabile – Gale Boetticher

#### Introducerad i säsong 5
- Barry Corbin – Everett Acker
- Sasha Feldman – Sticky
- Morgan Krantz – Ron
- Dean Norris – Hank Schrader
- Nigel Gibbs – Detective Tim Roberts
- Steven Michael Quezada – Steven Gomez
- Robert Forster – Ed Galbraith
- Norbert Weisser – Peter Schuler